# Malvern (Arkansas)
|  | Dieser Artikel wurde aufgrund von inhaltlichen Mängeln auf der Qualitätssicherungsseite des Projektes USA eingetragen. Hilf mit, die Qualität dieses Artikels auf ein akzeptables Niveau zu bringen, und beteilige dich an der Diskussion! Eine nähere Beschreibung der zu behebenden Mängel fehlt. |

Malvern ist eine US-amerikanische Stadt in Arkansas im Hot Spring County. Das U.S. Census Bureau hat bei der Volkszählung 2020 eine Einwohnerzahl von 10.867 ermittelt. Malvern hat eine Fläche von 19,2 km² und ist Sitz der Countyverwaltung (County Seat) des Hot Spring County.

## Geschichte
Der Ort wurde 1870 durch die Cairo and Fulton Railroad gegründet und nach Malvern Hill in Virginia benannt. Am 15. Oktober 1878 wurde Malvern zur Bezirkshauptstadt gewählt.

## Verkehr
Die Interstate 30 führt nordwestlich am Ort vorbei, die Route 67 und Route 270 verlaufen durchs Stadtgebiet. Auch eine Bahnverbindung existiert. Etwa fünf Kilometer südöstlich des Ortszentrums befindet sich der Malvern Municipal Airport.

## Persönlichkeiten
- Blaze Foley (1949–1989), US-amerikanischer Singer-Songwriter
- Fred Jones (* 1979), Basketballspieler beim nordamerikanischen NBA-Team New York Knicks